# Hands Clean
"Hands Clean" é uma música da cantora canadense Alanis Morissette, primeiro single do álbum Under Rug Swept, de 2002.

## Faixas

### AustráliaCD Single /Reino UnidoCD 1
1. "Hands Clean" - 4:29
2. "Fear of Bliss" - 4:36
3. "Sister Blister" - 4:10

### Reino UnidoCD 2
1. "Hands Clean" - 4:29
2. "Unprodigal Daughter" - 4:09
3. "Symptoms" - 4:15

### União EuropeiaMaxi Single
1. "Hands Clean" - 4:29
2. "Awakening Americans" - 4:25
3. "Unprodigal Daughter" - 4:09
4. "Symptoms" - 4:15

### Estados UnidosCD Single
1. "Hands Clean" - 4:29
2. "Awakening Americans" - 4:25
3. "Symptoms" - 4:15

## Desempenho nas paradas
| Top (2002)                              | Melhor posição |
| --------------------------------------- | -------------- |
| Argentina                               | 1              |
| Austrália - ARIA Singles Chart          | 9              |
| Áustria - Singles Chart                 | 12             |
| Bélgica - Singles Chart                 | 38             |
| Canadá - Singles Chart                  | 1              |
| Países Baixos - Singles Chart           | 15             |
| Itália - FIMI Singles Chart             | 3              |
| Nova Zelândia - RIANZ Singles Chart     | 1              |
| Noruega - Singles Chart                 | 7              |
| Suécia - Singles Chart                  | 32             |
| Suíça - Singles Chart                   | 5              |
| Estados Unidos - Billboard Hot 100      | 23             |
| Estados Unidos - Billboard Adult Top 40 | 3              |
| Reino Unido - Singles Chart             | 12             |